# (4957) Брюсмюррей
(4957) Брюсмюррей (лат. Brucemurray) — околоземный астероид из группы Амура (II), который принадлежит к светлому спектральному классу S. Он был открыт 15 декабря 1990 года американским астрономом Элеанорой Хелин в Паломарской обсерватории и назван в честь американского планетолога из Лаборатории реактивного движения Брюса Мюррея. 

Орбита астероида Брюсмюррей и его положение в Солнечной системе
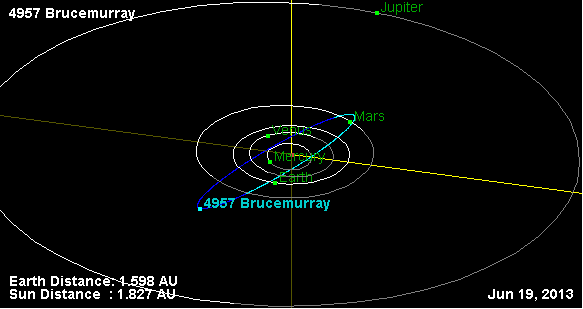
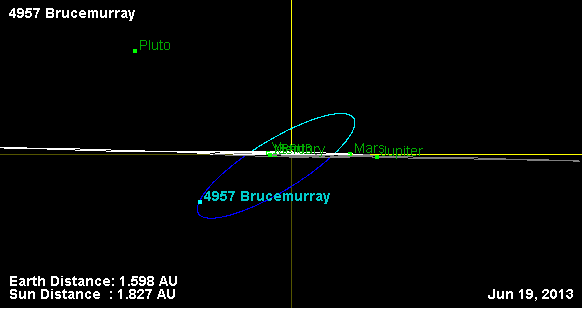
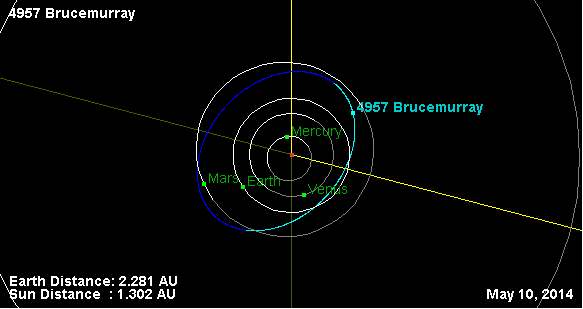